# Wysoka (Działdowo)
Wysoka (deutsch Hohendorf) ist ein Dorf in der polnischen Woiwodschaft Ermland-Masuren. Es gehört zur Gmina Działdowo (Landgemeinde Soldau) im Powiat Działdowski (Kreis Soldau).

## Geographische Lage
Wysoka liegt im Südwesten der Woiwodschaft Ermland-Masuren, 26 Kilometer südwestlich der früheren Kreisstadt Neidenburg (polnisch Nidzica) bzw. fünf Kilometer westlich der heutigen Kreismetropole Działdowo (deutsch Soldau i. Ostpr.).

## Geschichte
Wohl bereits vor 1371 dürfte Hohendorf gegründet worden sein. 1874 wurde die Landgemeinde Hohendorf in den neu errichteten Amtsbezirk Borchersdorf (polnisch Burkat) aufgenommen, der zum ostpreußischen Kreis Neidenburg gehörte.
Aufgrund des Versailler Vertrags von 1919 musste das Soldauer Gebiet am 10. Januar 1920 an Polen abgetreten werden. Hohendorf erhielt die polnische Namensform „Wysoka“ und wurde am 1. August 1934 in die neu gebildete Landgemeinde Działdowo (Soldau) eingegliedert. Sie trat am 26. Oktober 1939 zum Deutschen Reich, Wysoka wurde in „Hohendorf“ rückbenannt und kam am 24. April 1940 wieder zum Kreis Neidenburg.
1945 allerdings wurde in Kriegsfolge das gesamte südliche Ostpreußen an Polen überstellt. Hohendorf erhielt wieder die Ortsbezeichnung „Wysoka“ und ist heute – mit dem Sitz eines Schulzenamts (polnisch Sołectwo) – eine Ortschaft im Verbund der Gmina Działdowo (Landgemeinde Soldau) im Powiat Działdowski (Kreis Soldau), bis 1998 der Woiwodschaft Ciechanów, seither der Woiwodschaft Ermland-Masuren zugehörig. Im Jahre 2011 zählte Wysoka 363 Einwohner.

## Kirche
Vor 1945 war Hohendorf in die evangelische Pfarrkirche Soldau (polnisch Działdowo) in der Kirchenprovinz Ostpreußen der Kirche der Altpreußischen Union bzw. in der Diözese Działdowo der Unierten Evangelischen Kirche in Polen, außerdem in die römisch-katholische St.-Adalbert-Kirche (polnisch Kościół św. Wojciecha) in Soldau (Działdowo) eingepfarrt.
Heute gehört Wysoka katholischerseits zur Kreuzerhöhungskirche Działdowo im Bistum Toruń (Thorn), lutherischerseits zur Erlöserkirche in Działdowo in der Diözese Masuren der Evangelisch-Augsburgischen Kirche in Polen.

## Gutsgeschichte
Im 18. Jahrhundert saßen hier die Lehwald, dann die Bredow. Ab 1785 war ein Dönhoff Besitzer, der 1800 bis 1806 das Herrenhaus erbauen ließ.

## Gutshaus
Das Herrenhaus ist um einen rechteckigen Innenhof gruppiert. Ein Säulenportal mit aufgesetztem Giebel bestimmt die Fassade. An den vier Ecken liegen Flügelgebäude, von denen eines unausgeführt geblieben ist. Das Haus wird von einem griechischen Triglyphenfries umlaufe.

## Verkehr
Wysoka liegt verkehrsgünstig an der viel befahrenen Woiwodschaftsstraße 544, die durch den Südwesten der Woiwodschaft Ermland-Masuren verläuft und sie mit den Woiwodschaften Masowien und Kujawien-Pommern verbindet. Eine von Turza Wielka ((Groß) Tauersee) über Prioma (Priom) führende Nebenstraße endet in Wysoka.
Die nächste Bahnstation ist Prioma an der Bahnstrecke Działdowo–Chojnice (deutsch Soldau–Konitz).